# Chileense zakpijp
De Chileense zakpijp (Corella eumyota) is een zakpijpensoort uit de familie van de Corellidae. De wetenschappelijke naam van de soort werd in 1882 voor het eerst geldig gepubliceerd door Traustedt.

## Beschrijving
De Chileense zakpijp is een solitaire zakpijp, 2-4 cm lang, die zich vaak hecht aan soortgenoten en aggregaties vormen die onderliggende substraten vervuilen. Individuen hechten zich voornamelijk aan hun rechterkant, waardoor ze een liggende oriëntatie krijgen. De lichaamswand is gespierd maar transparant en rond de keelholte zijn 3-4 onregelmatige spiralen van spiraalvormige stigmata (spleten) te zien. Aan elke kant zijn minstens 40 paar longitudinale bloedvaten aanwezig.

## Verspreiding
De Chileense zakpijp is inheems in de wateren rond Antarctica en in de zuidelijke delen van Zuid-Amerika, Zuid-Afrika, Australië en Nieuw-Zeeland. Het heeft een brede verspreiding op het Antarctische continentale plat op een diepte tussen 30 en 842 meter. Het is geïntroduceerd op het noordelijk halfrond en is nu aanwezig in Noordwest-Europa, in Spanje, Frankrijk, Ierland en de zuidkust van Engeland, waar het invasief is geworden. In Nederland tot dusver voornamelijk bekend uit Zeeland. In maart 2007 is de soort voor het eerst aangetroffen in de jachthaven van Burghsluis.